# Carnaval d'Ivrée
Le carnaval d'Ivrée est une manifestation carnavalesque de la commune d'Ivrée dans la province de Turin.
Il se déroule durant les trois jours gras, dimanche, lundi et mardi gras précédant le mercredi des Cendres.

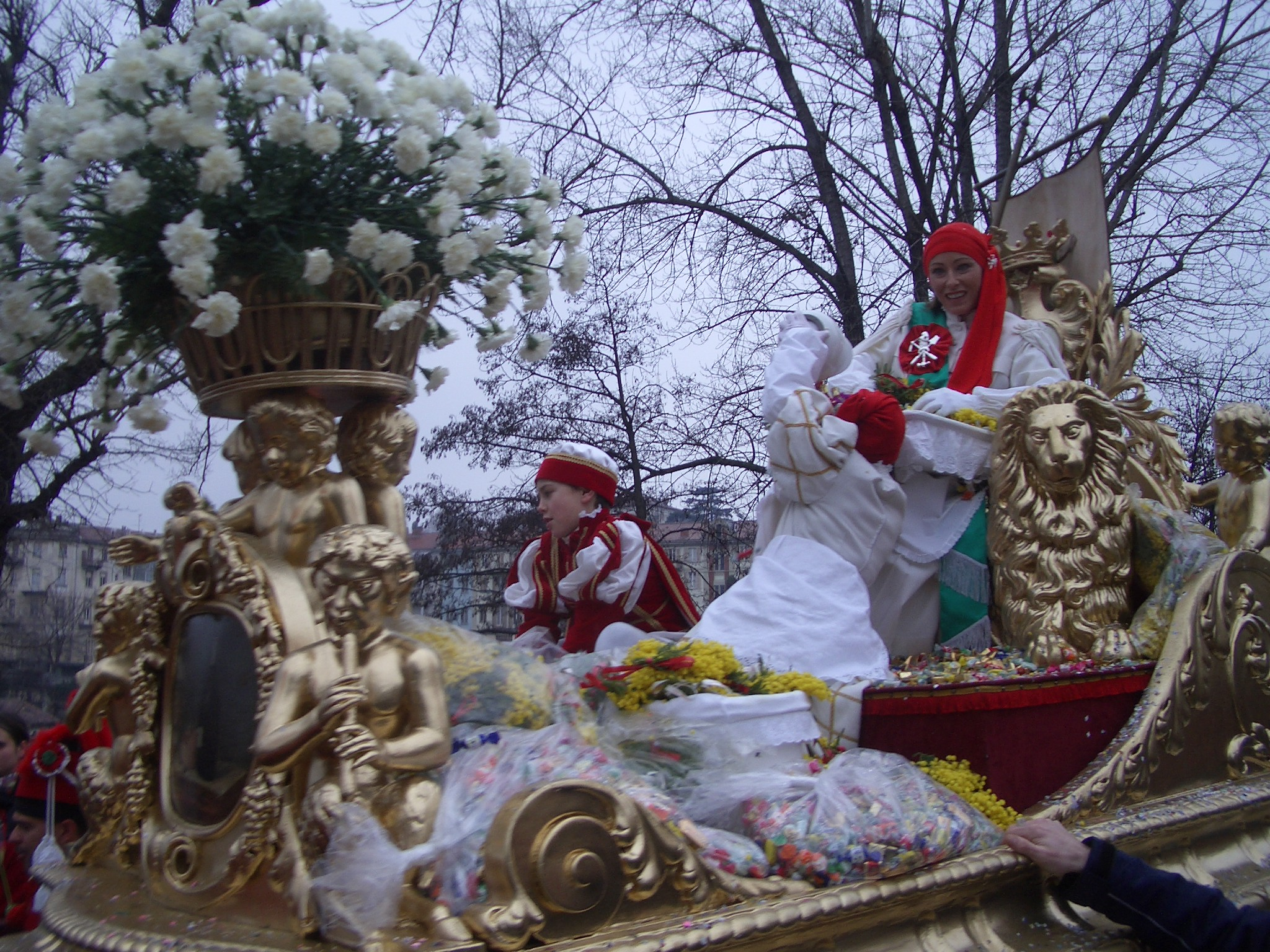
La Mugnaia au carnaval d'Ivrée 2008.

## Présentation
L'origine du carnaval actuel remonte en 1808, année durant laquelle l'autorité napoléonienne recommanda d'unifier les précédents carnavals de quartier en une seule et unique fête. Celle-ci était jadis différente de celle d'aujourd'hui dans sa forme et son déroulement, comme on peut le voir dans sa description en 1866. Toutefois, certains éléments n'ont pas changé : le « roi » du carnaval est toujours le général d'Ivrée, la meunière, les fifres et les tambours sont toujours là. Et à la fin du carnaval on brûle toujours les scarli.
Le programme de la manifestation s'articule de nos jours principalement autour du défilé du cortège et de la bataille d'oranges. La thématique du cortège est un mélange habile de divers épisodes de l'histoire, de la lutte contre l'odieux marquis de Monferrato (it) (la légende dit qu'il fut tué par la Mugnaia, la reine du carnaval), à l'écho de la révolte populaire des   tucchini (it), jusqu'aux symboles de la révolte jacobine (bonnet phrygiens,..) et aux uniformes de l'armée napoléonienne.
Le véritable clou du carnaval est la spectaculaire bataille d'oranges.

## Description du carnaval d'Ivrée en 1866

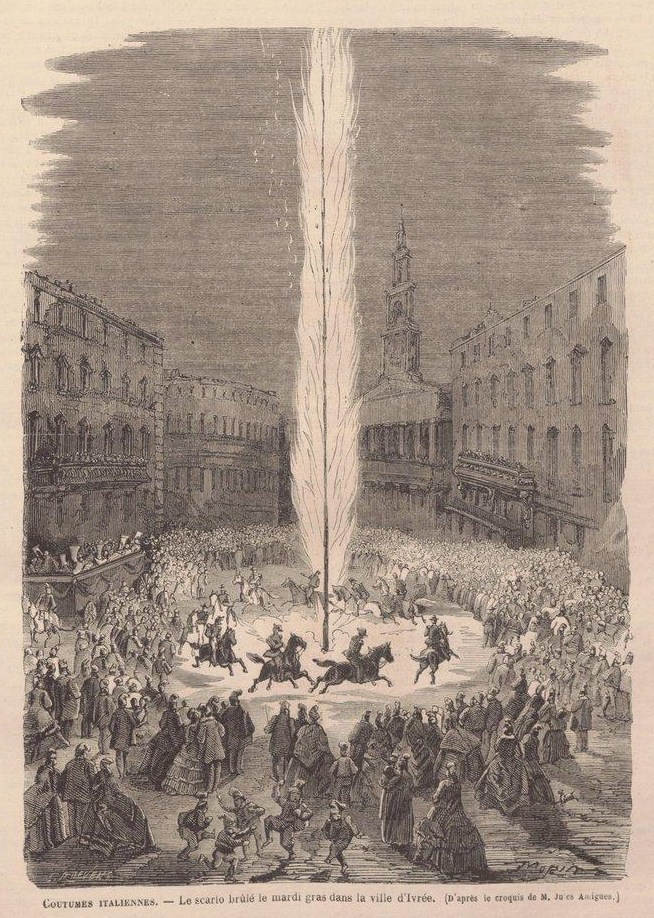
Le scarlo brûle à la fin du carnaval d'Ivrée 1866.

Jules Amigues écrit dans Le Monde illustré :

« LE CARNAVAL D'IVRÉE
Parmi les fêtes carnavalesques de l'Italie, si renommées à l'étranger, et qui ont servi de type, presque partout, aux réjouissances du même genre, il en est une fort connue de ce côté des Alpes ; mais dont la célébrité, à raison de son caractère tout à fait local, est demeurée italienne. Je veux parler du carnaval d'Ivrée.
Ivrée, Ivrea, corruption du latin Eporedia, est une petite ville de six à huit mille âmes (huit en comptant les annexes rustiques), dans une situation délicieuse, au pied des Alpes et au bord de la Dora Baltea, à 40 kilomètres environ N E. de Turin.
Dès les premiers jours du carnaval, un banquet réunit à la même table les autorités administratives et communales, et à côté d'elles, une autre autorité toute spéciale, à savoir : le « général du carnaval », nommé à vie par la population, et autour duquel se groupent douze officiers, dont deux aides de camp, tous également élus. Au début de la réunion, le sous-préfet déclare le carnaval ouvert ; de quoi le « notaire du carnaval », notaire sérieux et assermenté, prend acte en bonne et due forme dans un acte authentique, qui est inscrit chaque année sur un registre spécial. A dater de ce moment, tout ce qui concerne la police du carnaval, l'organisation des fêtes, et même, dans une certaine mesure, l'autorité municipale et administrative, est placé sous la direction sans contrôle du général de circonstance.
Je passe sur les menues réjouissances qui ont lieu pendant le cours du carnaval, et qui se distinguent peu de celles usitées ailleurs, et j'en viens tout de suite aux trois dernières journées, dimanche, lundi et mardi gras, dans lesquelles le carnaval d'Ivrée apparaît avec sa physionomie particulière.
Le dimanche après-midi, corso ou grande promenade de masques et de voitures. Cette promenade est la même pour les trois jours.
Le dimanche soir, représentation extraordinaire au théâtre de la ville, avec illumination a giorno.
Le lundi matin, de sept à neuf heures, cérémonie caractéristique. Le général, escorté de son état-major et du notaire, et précédé de la « bande » des fifres et des tambours, se rend successivement sur la place de chacun des cinq quartiers de la ville et, sur chacune de ces places, on procède à la plantation du scarlo. Le scarlo est un fût d'arbre, mince et long, une sorte de mât de cocagne à l'état brut, que l'on entoure dans toute sa hauteur de bruyères sèches, et qui porte à son extrémité supérieure une bannière aux couleurs du quartier ou rione. Quant à la signification du scarlo et à l'étymologie même du mot, elles sont toutes deux assez obscures. Peut-être ce poteau, destiné à être brûlé, représente-t-il la personne d'un ancien tyran ; et cette interprétation donnerait raison à ceux qui veulent voir dans le mot scarlo une corruption de ex-Carlo. Carlo serait, en ce cas, le nom d'un seigneur expulsé jadis. Mais d'autres pensent que scarlo est simplement une altération de scara qui, en basse latinité, signifie « feu de joie », et que l'on trouve avec ce sens dans certaines chartes et documents du moyen âge :

« Faciant et tenean tur facere scaram annatim. »

Quoi qu'il en soit, la plantation du scarlo est faite, symboliquement du moins, par la dernière mariée du quartier, qui s'avance, un pic à la main, jusqu'au milieu de la place, et fait sauter la première pierre du pavé. Le notaire constate :
« Ca l'à piantà'l pic 

Secondo l'us' antic, » 
qu'elle a planté le pic suivant l'usage antique :
De quoi la population rend témoignage par de bruyantes acclamations. Et ainsi de suite de place en place.
A une heure, bal public sur l'une des places de la ville. Une femme costumée en meunière et qui rappelle une coutume antique, ouvre le bal avec le général. A deux heures, grande promenade comme la veille et le lendemain. Le soir, bal masqué au théâtre.
Le mardi est la grande journée. On vient de dix lieues à la ronde assister au corso de ce jour-là.
Un détail important, c'est que, durant les trois jours gras, il est absolument interdit à qui que ce soit, homme ou femme, enfant ou vieillard, bourgeois ou manant, grande dame ou grisette, de se montrer dans la rue, voire à la fenêtre, sans avoir la tête coiffée du bonnet phrygien de couleur rouge ; et c'est là certainement une des causes qui contribuent le plus à donner à cette fête sa physionomie caractéristique. Quiconque manquerait à cette règle en serait puni sur-le-champ par une nuée de projectiles, d'un choix peu scrupuleux, et contre lesquels l'autorité du général n'aurait nul souci de le protéger.
Le soir du mardi, vers huit heures, la marche carnavalesque a lieu une dernière fois, aux flambeaux.
On va ainsi, de place en place, brûler les cinq scarli plantés la veille. Dans chaque paroisse, le plus ancien des deux abbés met le feu à la bruyère qui entoure le mât, et la cavalcade tourne en rond autour de la flamme qui monte, jusqu'à ce qu'elle ait atteint la bannière placée au sommet. Si la bruyère et la bannière brûlent sans qu'il en reste vestige, c'est signe de bonne vendange pour l'année.
Lorsque la dernière étincelle s'est éteinte à la cime du dernier scarlo, qui est à l'extrémité d'un faubourg, les tambours font entendre un roulement funèbre, les hallebardiers tournent vers la terre la pointe de leurs armes, et l'on reprend tristement le chemin de la ville, en murmurant tout bas les uns aux autres : « Il est mort. »
Arrivée au point de départ, la foule se disperse silencieusement. et chacun rentre chez soi. Une demi-heure après, plus une lumière aux fenêtres, plus un bruit dans l'air; les maisons sont noires et les rues désertes comme dans une ville assiégée. »

## Le carnaval d'Ivrée aujourd'hui

### Le défilé du cortège
Il débute par les fifres et les tambours, suivi par les alfieri porteurs des bannières puis par les officiels en costume médiéval et en uniforme napoléonien. L'émotion culmine avec le passage du char doré de la Mugnaia (la meunière), l'héroïne de la révolte. Accompagnée sur le carrosse de pages, vêtue d'un manteau d'hermine et coiffée d'un bonnet phrygien, elle lance généreusement à la foule des poignées de bonbons et des branches de mimosas.

### La bataille d'oranges

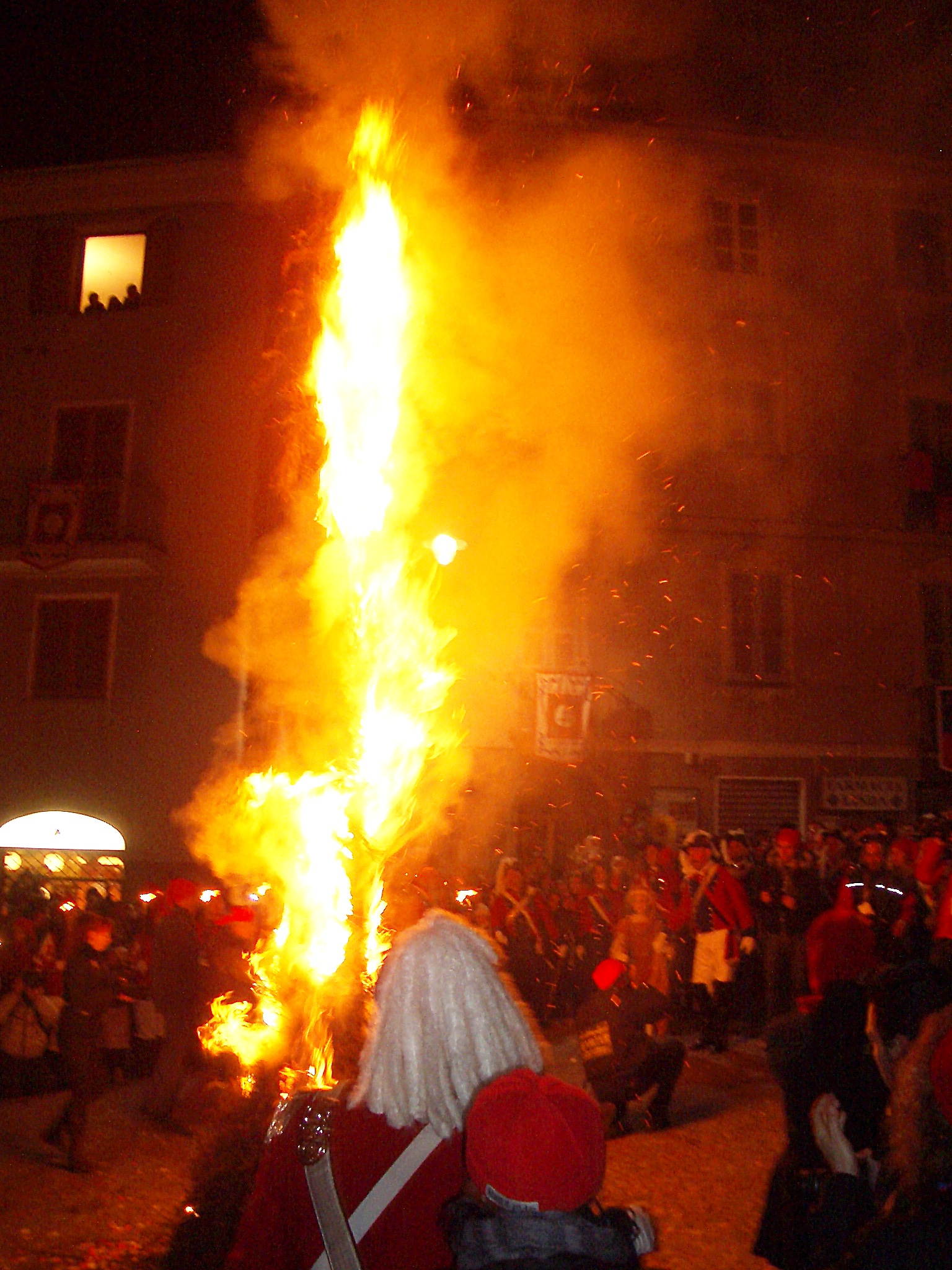
L'incendie des scarli.

Elle se déroule sur les principales places de la ville qui se recouvrent vite d'un épais tapis composés d'agrumes éclatés pendant trois jours. Les marchands prétendent que plus de 500 tonnes d'oranges sont lancées entre les arancieri (littéralement « lanceurs d'oranges », casqués et revêtus de protections) perchés sur des chars représentant les différents quartiers de la ville et des milliers de participants (appelés « les roturiers ») non protégés. Il est conseillé aux spectateurs de porter un bonnet rouge supposé leur épargner d'être pris pour cible.

### Lafagiolata
Il s'agit de quintaux de haricots mijotés avec de la couenne de porc, dans de grands chaudrons, et  distribués à volonté aux visiteurs le dimanche matin précédant la bataille d'oranges. Moins connue, est la distribution de polenta et morue (plat traditionnel du Vendredi saint), organisée le mercredi des Cendres.

### La fin du carnaval
Après l'incendie du dernier scarlo, celui du quartier de Borghetto, le général et son état-major descendent de cheval. Et le cortège du carnaval traverse le Ponte Vecchio, et par la via Guarnotta, la piazza Maretta, la via Arduino et la via Palestro arrive jusqu'à la piazza Ottinetti. Le long du parcours, devant la foule silencieuse, les fifres et tambours exécutent la triste et lente Marcia funebre (Marche funèbre). Arrivés piazza Ottinetti ils exécutent pour la dernière fois, pour le remercier la Marcia del Generale (Marche du Général). Puis la fête se termine avec le salut traditionnel en dialecte Arvedse. Salut avec lequel on se donne rendez-vous pour le carnaval de l'année prochaine.

## Illustrations

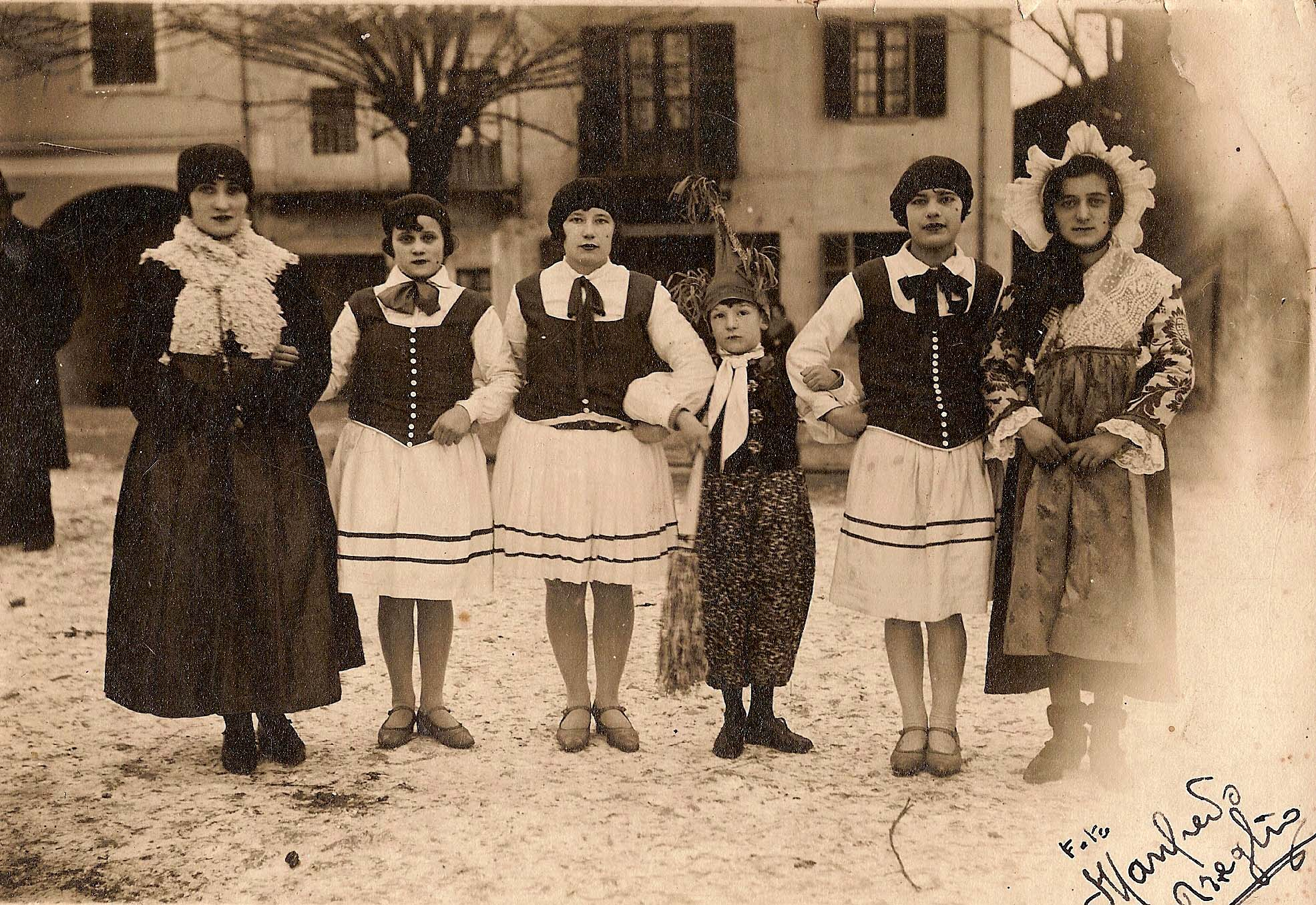
Carnaval, place du marché, Azeglio, près d'Ivrée, 1929.
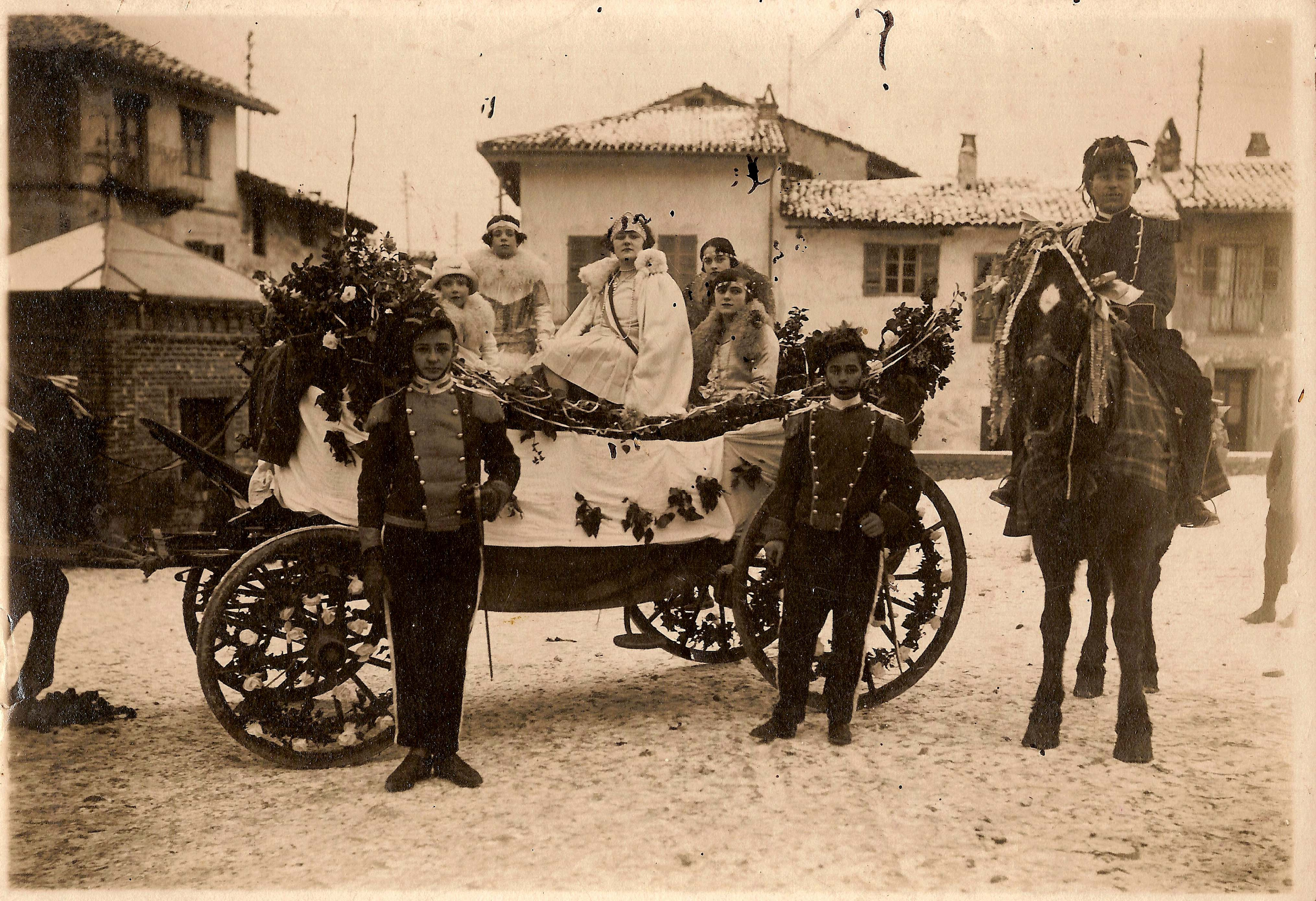
La Mugnaia d'Azeglio, près d'Ivrée, 1929.
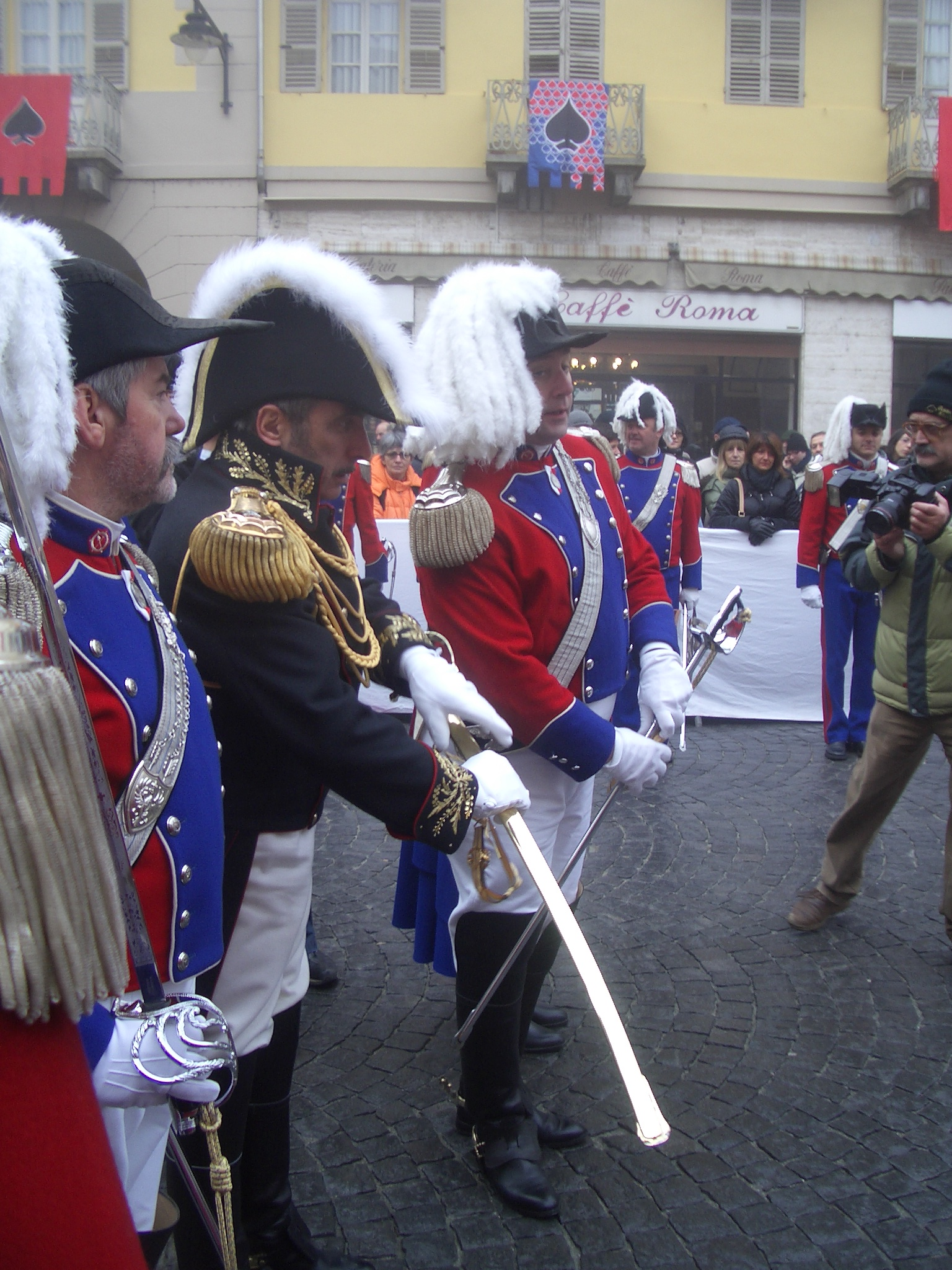
Le général durant la prise de drapeau.
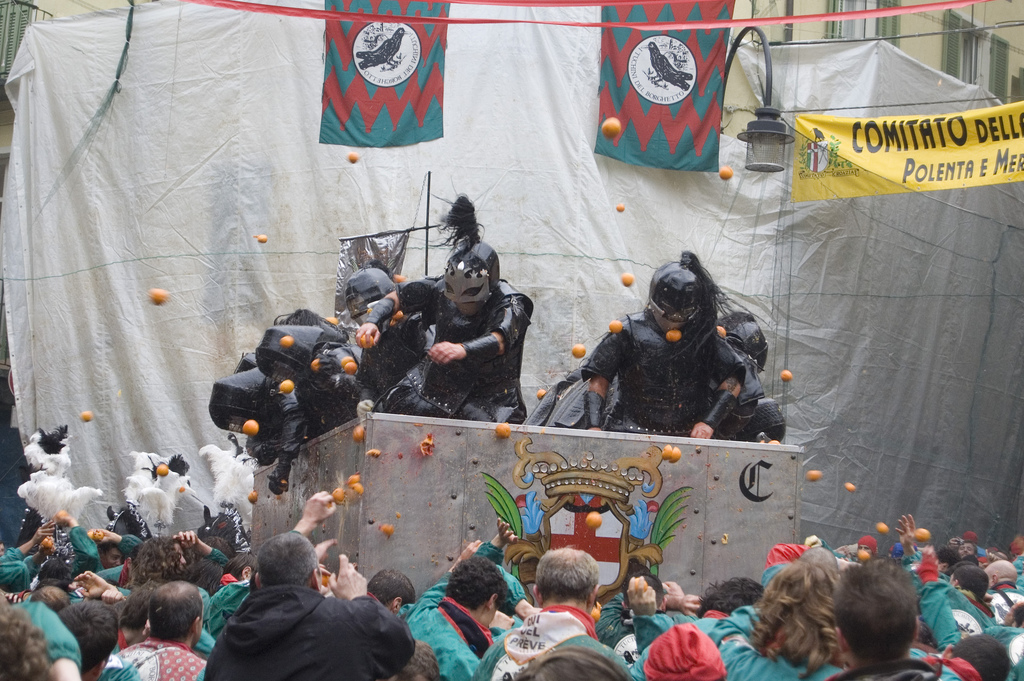
L'équipe des tuchini.
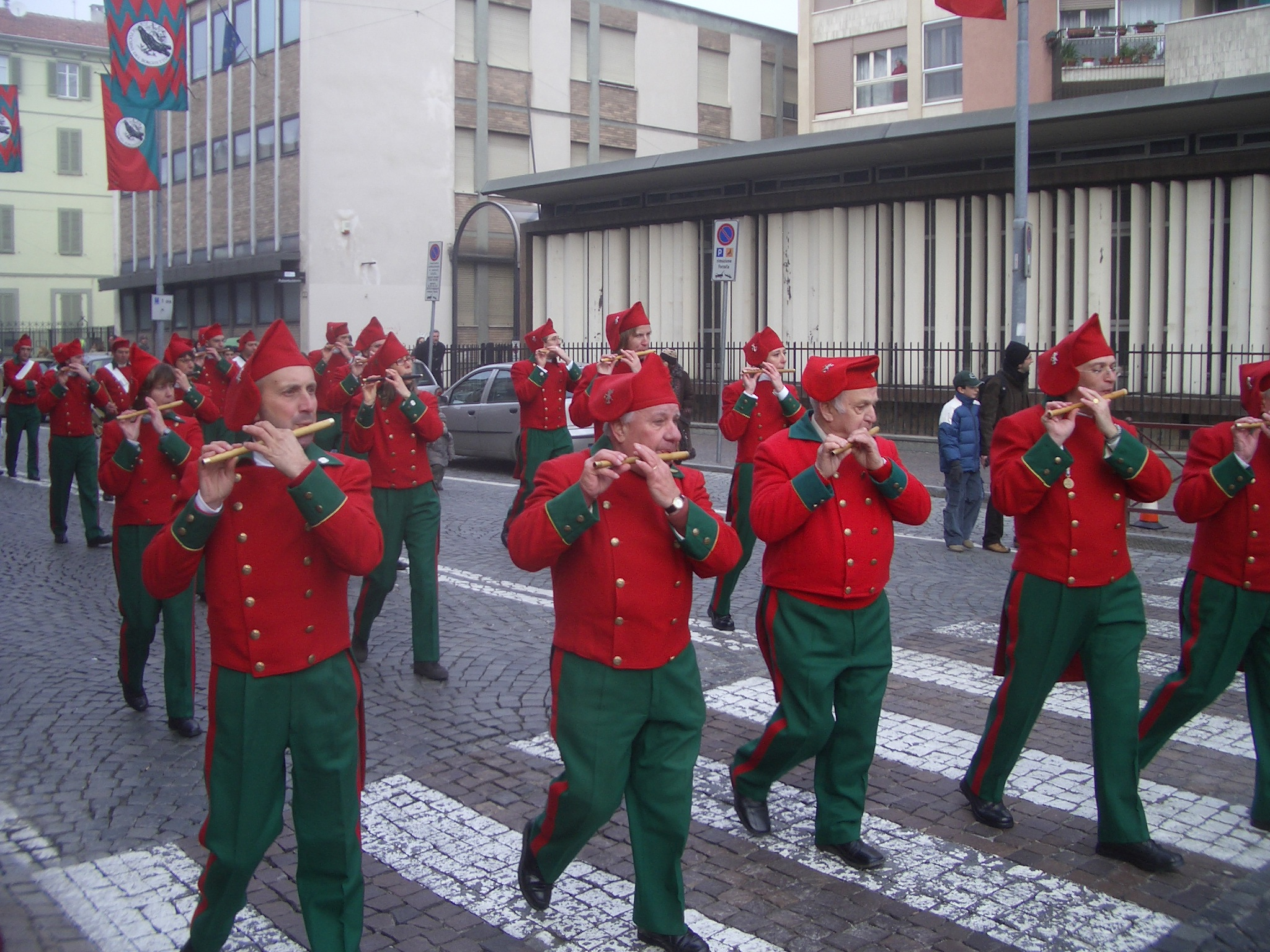
Groupe des Pifferi et Tamburi.
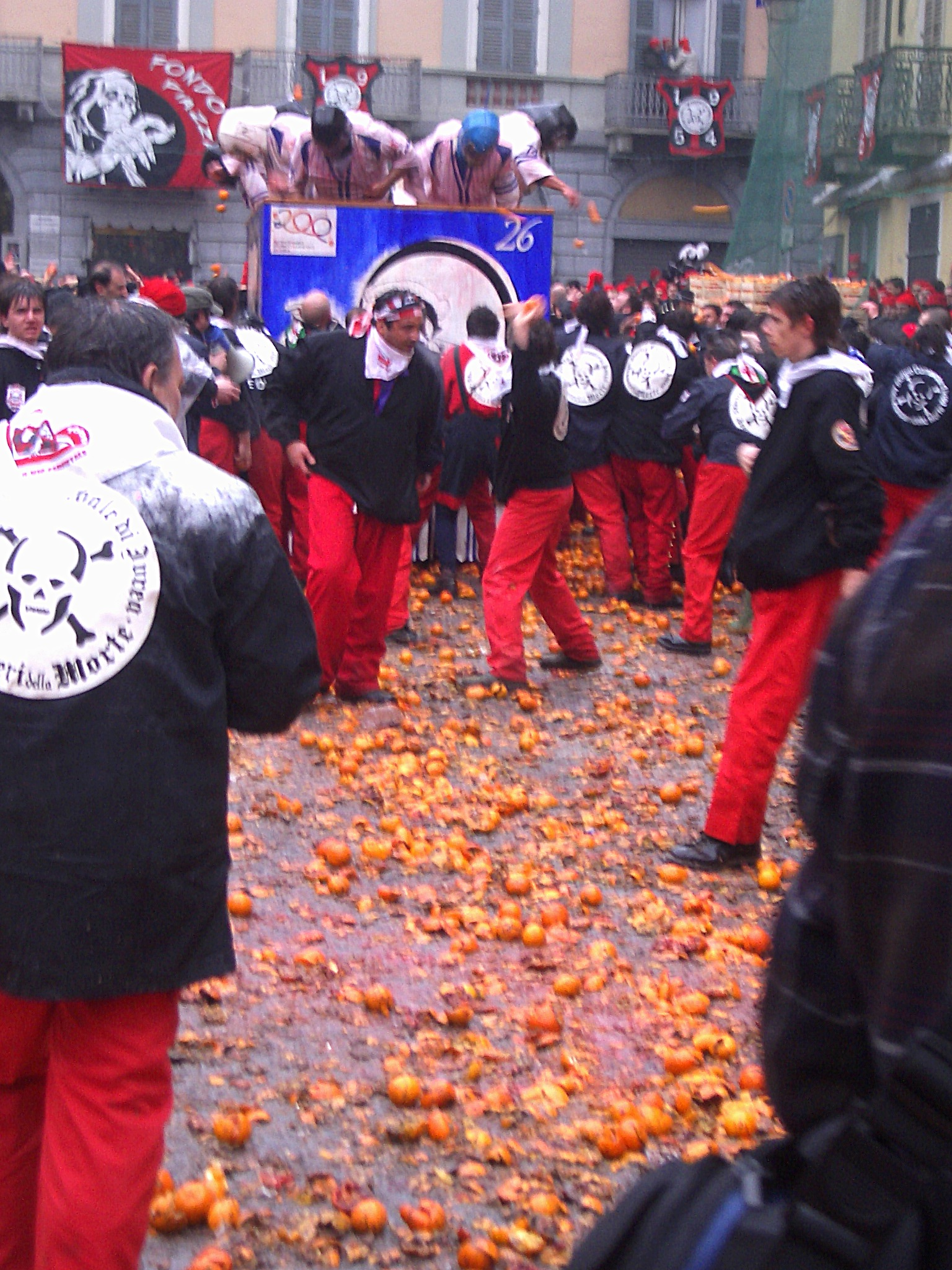
Tapis d'oranges.
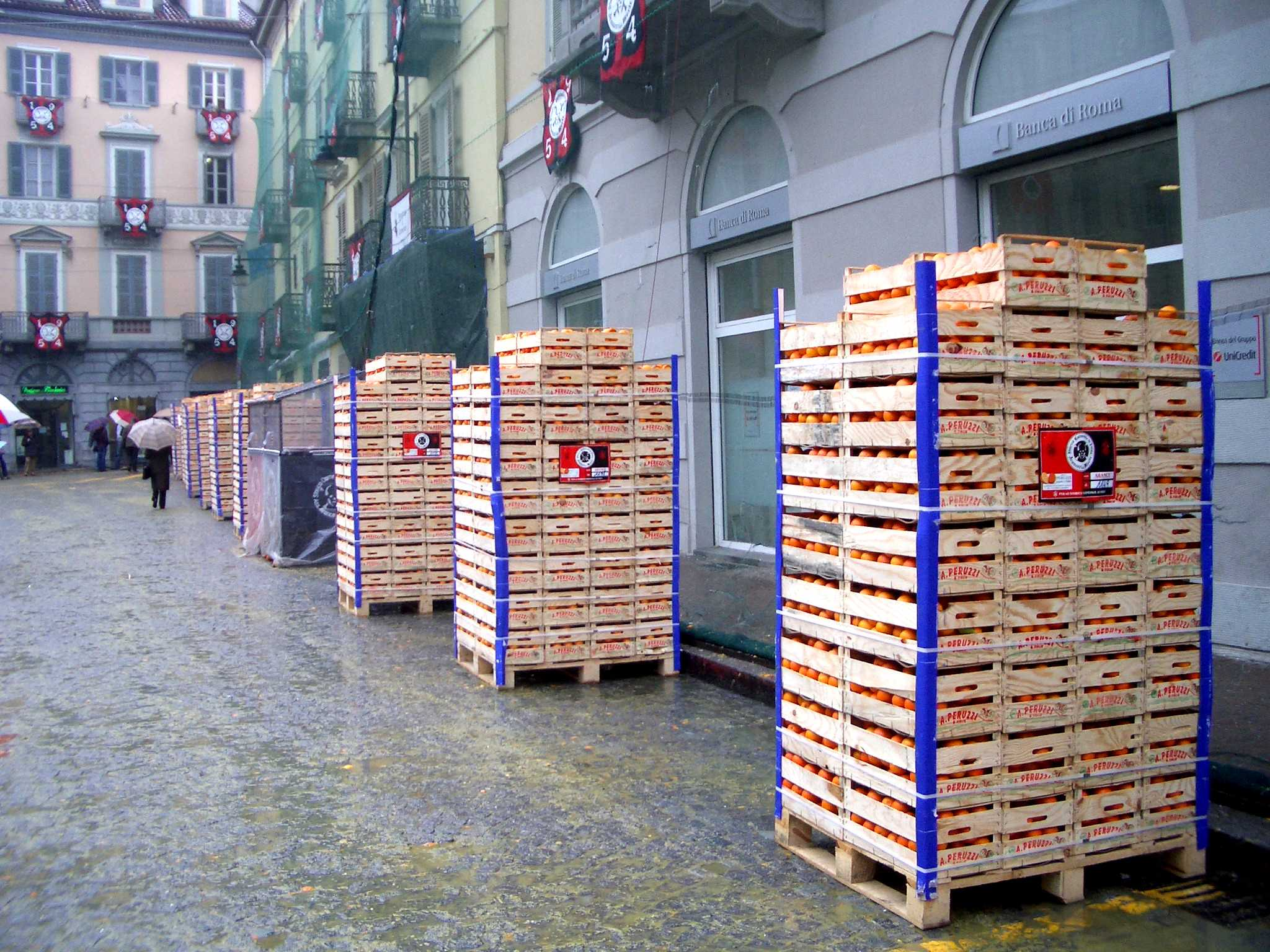
Réserve de munitions.
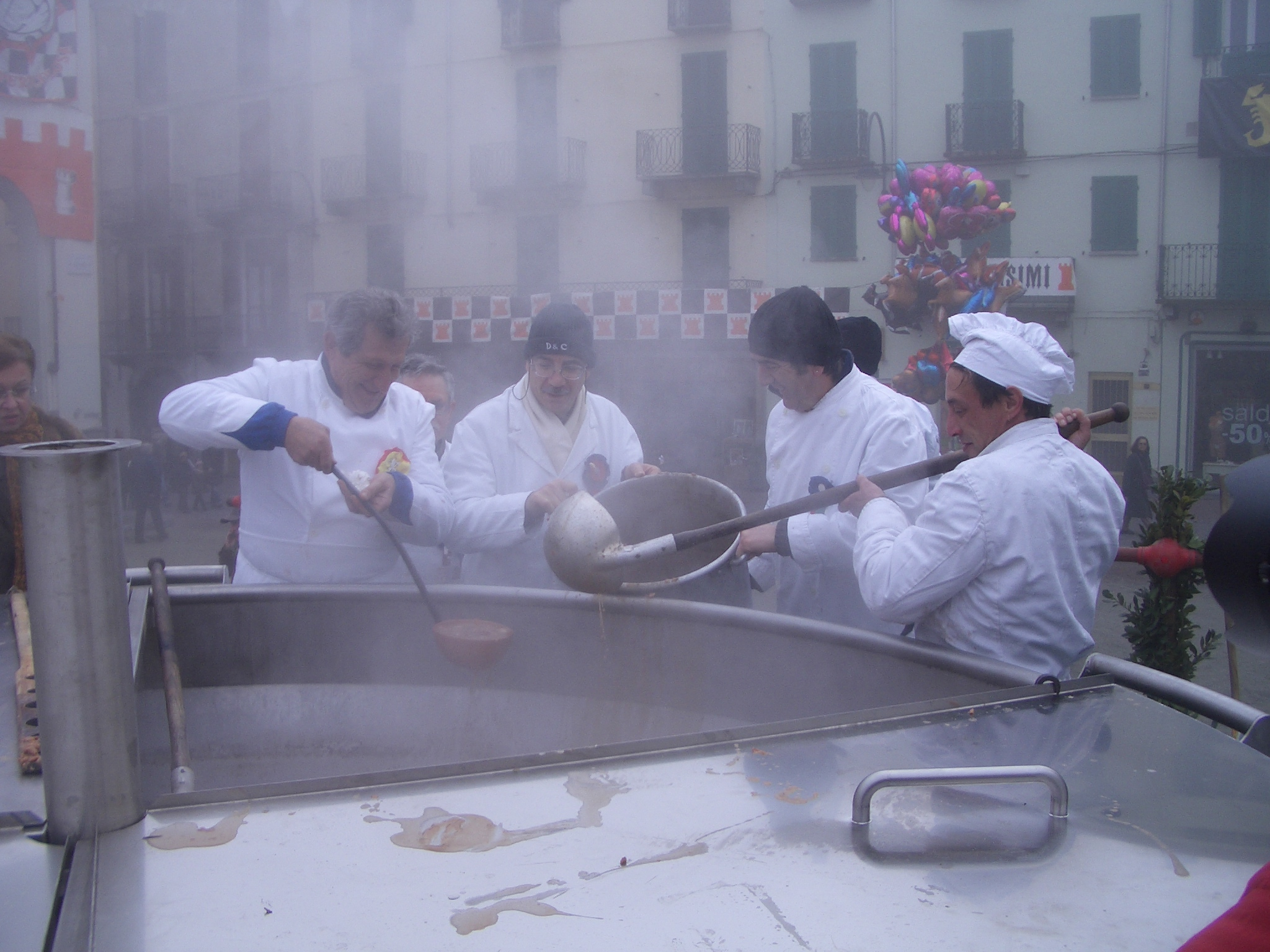
Préparation de la fagiolata.